# Palácio São Domingos
Palacete da Praia Grande, também referido como Palacete Imperial ou Palácio São Domingos, é um imóvel histórico localizado na Rua Marechal Deodoro (antiga Rua do Imperador), nº 30, no centro de Niterói (RJ). Datado do início do século XIX, o edifício foi utilizado como residência de verão por membros da Casa Imperial do Brasil e passou, ao longo do tempo, por diferentes usos administrativos e públicos. Atualmente encontra-se tombado por autoridades locais e estaduais, embora enfrente problemas de conservação e subutilização.

## Histórico
O palácio inicialmente um sobrado, construído no início do século XIX para residência de um rico comerciante de escravo, foi adquirido para residência oficial de verão em Niterói do imperador Dom Pedro I, na época seu nome era Palacete Praia Grande, em referência, à época, da vila (Vila Real da Praia Grande) que antecedeu ao centro da cidade.
Em 1834, o governo da Província do Rio de Janeiro e alugou do espólio do Imperador, transformando em sede de suas secretarias. Em 1835, o Palácio foi o primeiro imóvel incorporado ao patrimônio da Província, e desde então tem abrigado órgãos da administração pública estadual continuamente. O edifício abrigou inicialmente a sede da Tesouraria Geral e da Guarda Policial da província. 
Tornou-se sede do governo estadual até 1892, quando o acontecimento da Revolta da Armada fez com que a capital do estado fosse transferida de Niterói para a cidade de Petrópolis, instalando-se no Palácio Rio Negro.
Em 1910, após um incêndio, o edifício passou por uma grande reforma, ganhando o traço arquitetônico atual durante o governo de Alfredo Backer.

## Arquitetura
O palacete apresenta traços do ecletismo tardio com composição palaciana: compõe-se de dois pavimentos principais, janelas em arco abatido, balcões com balaustradas e cornija sustentada por modilhões. Elementos como cunhais e ornamentos originários foram, ao longo do tempo, encobertos por intervenções e repinturas. As alterações acumuladas refletem sucessivas adaptações funcionais realizadas durante os séculos XIX e XX.

## Tombamento e situação do patrimônio
O imóvel encontra-se tombado pelo Instituto Estadual do Patrimônio Cultural (INEPAC) e por órgão municipal desde o início dos anos 1990/2000, o que lhe confere proteção legal formal; contudo, múltiplos relatos jornalísticos recentes indicam que as medidas de conservação e a destinação plena do prédio são insuficientes. Reportagens locais documentam infiltrações, rachaduras, descaracterização de elementos e áreas fechadas, além de ocupação parcial por serviços públicos (ex.: Restaurante Popular) e por uma agência bancária, enquanto grandes trechos permanecem subutilizados.

## Repercussão pública e mobilização
A condição do Palacete tem gerado cobertura em imprensa local e digital, com reportagens que denunciam o abandono e pedem providências. Uma petição pública foi lançada com objetivo de recolher assinaturas exigindo a revitalização integral do imóvel e sua reocupação cultural como sede do Museu Histórico de Niterói; a questão também foi tratada em espaços institucionais de debate sobre imóveis públicos e patrimônio.

## O apagamento da memória imperial em Niterói
A transformação do espaço urbano e as mudanças simbólicas de toponímia compõem um contexto mais amplo de (re)escrita da memória pública. A antiga Rua do Imperador, onde se situa o palacete, foi renomeada como Rua Marechal Deodoro após a Proclamação da República (1889), mudança que, na historiografia e no debate público local, costuma ser interpretada como parte de um processo de substituição de marcos e referências do período imperial. Autores e comentaristas locais têm apontado que essa substituição toponímica, conjugada ao descaso patrimonial nas décadas seguintes, contribui para um enfraquecimento da lembrança pública da função imperial de muitos imóveis de Niterói, entre eles o Palacete da Praia Grande. Essa leitura não nega a complexidade político-social do período republicano, mas realça como escolhas urbanas e administrativas influenciam a presença (ou ausência) de referências históricas na paisagem urbana.

## Significado e propostas
Pela sua antiguidade, pelos episódios de uso imperial e pelo papel administrativo que chegou a desempenhar (abrigando secretarias e serviços provinciais), o Palacete da Praia Grande é considerado um testemunho material relevante da história de Niterói e do Estado do Rio de Janeiro. Propostas de reabilitação defendem sua reocupação como espaço museológico e cultural, integrando-o a circuitos de visitação e programas educativos que valorizem o Centro Histórico da cidade. Movimentos cívicos e setores da imprensa local vêm defendendo intervenções integradas que preservem tanto a estrutura arquitetônica quanto a memória institucional do lugar.

## Atualmente
O Palacete está completamente abandonado. Mesmo tombado pelo Estado do Rio de Janeiro e o Município de Niterói.